# Аллемонтит
Аллемонти́т (англ. Allemontite от фр. Allemonte, Аллемонт, Альмон, топоним), иногда стибарсе́н — редкий минерал переменного состава, представляющий собой отчасти самородную сурьму и мышьяк в смеси с их соединением, которое можно определить как антимонид мышьяка (AsSb) или арсенид сурьмы (SbAs).:27 Первоначально аллемонтит был найден в жилах Альмона (Изер, Рона-Альпы); позднее месторождения также обнаружились в Вальтеллине (Италия); Комсток Лоуд (Невада), а также в литиевых пегматитах в Варутреск (Швеция).
В XIX-XX веках аллемонтит нередко спутывали с близким к нему стибарсеном, а также с отдельными самородными элементами: мышьяком или сурьмой. По классификационному описанию 1941 года предлагалось разделить эти два термина следующим образом: использовать название аллемонтит для природных смесей, а стибарсен — только для чистого минерала с формулой AsSb. Однако и эта система продержалась недолго. С 1982 года решением Международной минералогической ассоциации было оставлено единственное название стибарсен для всех форм этого минерала.
Таким образом, в современной западной минералогии аллемонтит, утеряв официальный статус, считается полным синонимом стибарсена, в то время как русская-советская минералогическая школа до сих пор нередко определяет его как самостоятельный минерал, природную смесь (или твёрдый раствор) стибарсена с самородной сурьмой или мышьяком.

## История открытия и название
Аллемонтит впервые был открыт и определён в 1772 году во французских рудниках Шаланш (Альмон, департамент Изер, регион Рона — Альпы). Минерал получил название по месту нахождения, хотя его написание и произношение в русском языке постепенно претерпело изменение и звучит не по-французски, как следовало бы («альмонтит»), а калькой с латыни, с полным воспроизведением всех букв.

## Характеристика и свойства
Мышьяк и сурьма, классические полуметаллы, обладают уникальным сродством, нехарактерным для подобных случаев. При высоких температурах они образуют твёрдые растворы, смешиваясь в любых пропорциях, а при низких температурах — только одно устойчивое интерметаллическое соединение — аллемонтит с примерной формулой AsSb.
Самородный мышьяк и сурьма обычно встречаются в природе в сходных условиях и, как следствие, довольно легко образуют изоморфные смеси, хотя и не представляющие непрерывного ряда. По всей видимости в этих изоморфных смесях существуют пустые промежутки; так, например, для аллемонтита (As,Sb) были выявлены лишь небольшие колебания в соотношении составных частей (84—95% As, 4—16% Sb). Разности мышьяка, очень богатые сурьмой, совершенно неустойчивы в природных условиях и не наблюдались. Анализы аллемонтита из Аллемонта во Франции дают около 62% мышьяка, хотя однородность минерала неясна, так как в этом месторождении аллемонтит встречается рядом с самородной сурьмой.:309
Кристаллические полиэдры для аллемонтита неизвестны, он всегда образует зернистые массы. Самые большие разности и самородки не слишком велики, в исключительных случаях они достигают нескольких килограммов весом (не больше 10).:555
Как для самородного мышьяка, так и для аллемонтита очень часты такие морфологические образования как корки. У немецких горняков и минералогов мышьяк подобного типа даже получил отдельное тривиальное название — Scherbenkobalt. Случаи образования корок указывают на конкреционные образования самородного мышьяка и аллемонтита — выпадения их первоначально в коллоидальных сгустках.:310-311
Как бинарный минерал, состоящий из сурьмы и мышьяка, аллемонтит даёт одновременно реакции и на мышьяк (зеркало) и на сурьму (плавится и дымит). Цвет разностей большей частью серый, металлический, иногда снаружи покрыт чёрным налётом низших степеней окисления мышьяка. Твёрдость по шкале Мооса 3—4. Удельный вес ~6,2:313. Перед паяльной трубкой легко плавится, на угле образует белый налёт As2O3 и S2O3 и сплавляется в металлический королёк. В закрытой трубке даёт возгонку мышьяка и королёк сурьмы.